# Pirra
Pirra (in greco antico: Πύρρα?, Pýrra) è un personaggio della mitologia greca.

## Genealogia
Figlia di Epimeteo e di Pandora, fu moglie di Deucalione che la rese madre di Protogenia, Elleno (che si narra fosse figlio di Zeus) ed Anfizione che regnò sull'Attica dopo Cranao.

Esiodo aggiunge le figlie Pandora e Tia.

## Mitologia
Quando Zeus decise di porre fine all'età dell'oro con il grande diluvio, Deucalione e Pirra furono gli unici sopravvissuti, grazie all'arca che Prometeo, padre di Deucalione, aveva suggerito al figlio di costruire. Si arenarono sul Monte Parnaso, l'unico luogo risparmiato dall'inondazione.
Dopo il diluvio, Deucalione chiese all'oracolo di Temi come ripopolare la terra. Gli fu detto di lanciare le ossa di sua madre dietro le sue spalle. Deucalione e Pirra capirono che la madre era Gea, la madre di tutti i viventi, e che le ossa erano le pietre. Lanciarono perciò sassi alle loro spalle, che presto iniziarono a cambiare forma. La loro massa aumentava, e cominciava ad emergere una forma umana. Le parti tenere ed umide divennero pelle e carne, le venature della roccia divennero vasi sanguigni, e le parti più dure divennero ossa. I sassi lanciati da Pirra divennero donne, quelli tirati da Deucalione uomini.